# The Black Dahlia Murder
The Black Dahlia Murder je američki melodični death metal sastav iz Waterforda, Michigan.

## Povijest sastava
Osnovan je 2001. te je nazvan prema nikad razriješenom brutalnom ubojstvu Elizabeth Short, poznate kao Crna Dalija iz 1947. godine. Nakon dema What a Horrible Night to Have a Curse, 2002. godine objavljuju EP A Cold-Blooded Epitaph na kojem se našla obrada pjesme "Paint it Black" The Rolling Stonesa. Nakon nastupa na koncertima te na Milwaukee Metal festu, potpisuju za izdavačku kuću Metal Blade. Svoj prvi studijski album Unhallowed objavljuju 2003. godine, te snimaju spotove za pjesme "Funeral Thirst" i "Contagion".
Dvije godine kasnije, objavljuju album Miasma te su u sklopu turneje nastupali i na Ozzfestu. Iste godine, bubnjara Zacha Gibsona zamjenjuje Shannon Lucas iz sastava All That Remains. U spotu za pjesmu "Statuatory Ape" s Miasme, pojavljuje se kostimirani lik gorile, koji je kasnije postao njihov zaštitni znak. Svoj treći studijski album Nocturnal objavljuju 2007. godine, nakon čega kreću na turneju sa sastavima Cannibal Corpse, The Red Chord, Aeon, The Absence i Goatwhore, a iduće godine na Summer Slaughter turneju zajedno sa sastavima Kataklysm, Cryptopsy, Vader, Whitechapel i Despised Icon. 
Četvrti studijski album Deflorate objavili su 2009., te su ga promovirali na turneji sa sastavima Children of Bodom i Skeletonwitch. Svoj peti album Ritual objavili su 2011., te su u sklopu promotivne turneje posjetili Zagreb 30. lipnja iste godine. Početkom 2013. snimaju novi album, koji je objavljen u lipnju pod imenom Everblack, s kojeg su snimili spot za pjesmu "Goat of Departure". Idući albumAbysmal objavljuju 2015. godine, potom Nightbringers 2017. godine. te posljednji Verminous 2020. godine.
Dana 11. svibnja sastav je objavio da je frontmen Trevor Strnad preminuo u dobi od 41 godine. Iako nije naveden uzrok smrti, u objavi se nalazio broj telefona službe za sprječavanje samoubojstva. Sastav je odlučio nastaviti s radom, s tim da će gitarist Brian Eschbach, jedini preostali član iz originalne postave preuzeti vokale, a na mjesto gitarista se vraća Ryan Knight. 

## Stil i utjecaji
Glazbeni stil sastava najčešće se povezuje s melodičnim death metalom i metalcoreom. Kao glazbene uzore ističu sastave Carcass, At the Gates, Darkane, Dissection, Darkthrone, Morbid Angel, The Haunted, In Flames, Dimension Zero, Iron Maiden, Judas Priest, Metallica, Pantera i Megadeth. Pjevač Trevor Strnad kao uzor u tehnici pjevanja prije svega ističe Carcass.

## Članovi sastava
| Sadašnja postava - Brian Eschbach - gitara (2001.-2022.), vokal (2022.-danas) - Max Lavelle - bas-gitara (2012.-danas) - Alan Cassidy - bubnjevi (2012.-danas) - Brandon Ellis - gitara (2016.-danas) - Ryan Knight - gitara (2008. – 2016.), (2022.-danas)                                        | Bivši članovi \| - Trevor Strnad - vokal (2001.-2022., preminuo) - Mahlon Orrin - bas-gitara - Mark Ratay - bas-gitara - Joe Boccuto - bas-gitara - Mike Schepman - bas-gitara (2001.) - Sean Gauvreau - bas-gitara (2001. – 2002.) - Cory Grady - bubnjevi (2001. – 2004.) - John Deering - gitara (2001. – 2002.) \| - David Lock - bas-gitara (2002. – 2005.) - John Kempainen - gitara (2002. – 2008.) - Ryan "Bart" Williams - bas-gitara (2005. – 2011.) - Zach Gibson - bubnjevi (2005.) - Pierre Langlois - bubnjevi (2006.) - Shannon Lucas - bubnjevi (2007. – 2012.) \| |
| - Trevor Strnad - vokal (2001.-2022., preminuo) - Mahlon Orrin - bas-gitara - Mark Ratay - bas-gitara - Joe Boccuto - bas-gitara - Mike Schepman - bas-gitara (2001.) - Sean Gauvreau - bas-gitara (2001. – 2002.) - Cory Grady - bubnjevi (2001. – 2004.) - John Deering - gitara (2001. – 2002.) | - David Lock - bas-gitara (2002. – 2005.) - John Kempainen - gitara (2002. – 2008.) - Ryan "Bart" Williams - bas-gitara (2005. – 2011.) - Zach Gibson - bubnjevi (2005.) - Pierre Langlois - bubnjevi (2006.) - Shannon Lucas - bubnjevi (2007. – 2012.) |

## Diskografija
Studijski albumi
| \| Godina \| Album \| Datum izdanja \| Format \| Izdavačka kuća \| \| ------ \| ------------- \| ------------------ \| ----------------------------- \| -------------- \| \| 2003. \| Unhallowed \| 17. lipnja 2003. \| CD, digitalni download, vinil \| Metal Blade \| \| 2005. \| Miasma \| 12. srpnja 2005. \| CD, digitalni download, vinil \| Metal Blade \| \| 2007. \| Nocturnal \| 18. rujna 2007. \| CD, digitalni download \| Metal Blade \| \| 2009. \| Deflorate \| 15. rujna 2009. \| CD, digitalni download, vinil \| Metal Blade \| \| 2011. \| Ritual \| 17. lipnja 2011. \| CD, digitalni download, vinil \| Metal Blade \| \| 2013. \| Everblack \| 11. lipnja 2013. \| CD, digitalni download, vinil \| Metal Blade \| \| 2015. \| Abysmal \| 18. rujna 2015. \| CD, digitalni download, vinil \| Metal Blade \| \| 2017. \| Nightbringers \| 6. listopada 2017. \| CD, digitalni download, vinil \| Metal Blade \| \| 2020. \| Verminous \| 2020. \| \| Metal Blade \| EP-ovi - The Cold-Blooded Epitaph (2002.) - Grind 'Em All (2014.) DVD - Majesty (2009.) - Fool 'Em All (2014.) 1. - Službena Facebook stranica |               |                    |                               |                |
| Godina | Album         | Datum izdanja      | Format                        | Izdavačka kuća |
| 2003. | Unhallowed    | 17. lipnja 2003.   | CD, digitalni download, vinil | Metal Blade    |
| 2005. | Miasma        | 12. srpnja 2005.   | CD, digitalni download, vinil | Metal Blade    |
| 2007. | Nocturnal     | 18. rujna 2007.    | CD, digitalni download        | Metal Blade    |
| 2009. | Deflorate     | 15. rujna 2009.    | CD, digitalni download, vinil | Metal Blade    |
| 2011. | Ritual        | 17. lipnja 2011.   | CD, digitalni download, vinil | Metal Blade    |
| 2013. | Everblack     | 11. lipnja 2013.   | CD, digitalni download, vinil | Metal Blade    |
| 2015. | Abysmal       | 18. rujna 2015.    | CD, digitalni download, vinil | Metal Blade    |
| 2017. | Nightbringers | 6. listopada 2017. | CD, digitalni download, vinil | Metal Blade    |
| 2020. | Verminous     | 2020.              |                               | Metal Blade    |